# Christian Zenker
Christian Zenker (* 30. Januar 1940) ist ein deutscher Jurist. Er war Präsident des Truppendienstgerichts Süd.

## Leben
Zenker studierte Rechtswissenschaften. 1995 wurde er Richter kraft Auftrags beim Truppendienstgericht (TDG) Nord in Münster. 1996 wurde er ebendort Vorsitzender Richter. 2001 wechselte er als Präsident an das Truppendienstgericht (TDG) Süd nach München.

## Schriften (Auswahl)
- mit Paul Klett: Soldat und Recht. Eine systematische Zusammenstellung der für deutsche Soldaten bedeutsamsten Gesetze, Verordnungen und Erlasse mit Übersichten und einem ausführlichen Sachregister. Nomos-Verlagsgesellschaft, Baden-Baden 1978, ISBN 3-7890-0385-9.